# Raadsgriffier
De raadsgriffier is een functionaris in het Nederlandse lokale bestuur. De griffier vormt samen met de gemeentesecretaris/algemeen directeur (en eventuele andere directeuren) de top van de gemeentelijke organisatie. De griffier heeft daarbinnen een bijzondere onafhankelijke en eindverantwoordelijke positie met rechtstreekse verantwoording aan de gemeenteraad en staat aan het hoofd van de griffie.
Artikel 100 van de Gemeentewet stelt de raadsgriffier expliciet voor elke gemeente verplicht. De Gemeentewet omschrijft slechts in algemene zin welke bevoegdheden de griffier en de facultatieve griffie hebben. Artikel 107a lid 1 vermeldt namelijk: 
De griffier staat de raad en de door de raad ingestelde commissies bij de uitoefening van hun taak terzijde. 
Het tweede lid van artikel 107a bepaalt dat de gemeenteraad de taken en bevoegdheden van de griffier zelf kiest. Bijgevolg kan de invulling van de functie van raadsgriffier per gemeente verschillen.
De functie van raadsgriffier is per 7 maart 2002 in het leven geroepen met het van kracht worden van de Wet dualisering gemeentebestuur. Sinds 7 maart 2003 bestaat er een Vereniging van Griffiers. 

## Functieonderdelen
De kern van de functie van de griffier bestaat uit het ondersteunen en adviseren van de gemeenteraad, de raadsleden, de raadscommissies en de raadsfracties bij hun volksvertegenwoordigende, kaderstellende en controlerende rol. De griffier organiseert daarbij complexe processen binnen een politiek-bestuurlijk krachtenveld.
De volgende functieonderdelen kunnen worden onderscheiden:
- Inhoudelijke ondersteuning, eerste adviseur van de gemeenteraad, hulp bij duaal opereren, ontwikkeling van het raadslidmaatschap en formulering van moties en vragen.
- Procedurele ondersteuning, waaronder hulp bij procedures, termijnen en regels rond moties, amendementen en programma’s.
- Contacten met bewoners, waaronder het organiseren van werkbezoeken, inspraakavonden en afhandeling van vragen van burgers.
- Bijzondere opdrachten, waaronder werk rond de rekenkamer, het recht van enquête en evaluatieverslagen.
- Ondersteunende en secretariële werkzaamheden, waaronder vooroverleg, facilitering en verslaglegging van de raad, commissies en presidium.
- Ontwikkelen van de griffiersfunctie, waaronder het volgen van cursussen, congresbezoek en uitwisseling met collega’s.
- Leidinggeven aan de medewerkers van de griffie.